# Михо Атанасовски
Михо Атанасовски (на македонска литературна норма: Михо Атанасовски) е поет, писател за деца и юноши и автор на драми от Република Македония.

## Биография
Роден е на 10 април 1934 година в Скопие, Югославия. Завършва основно училище и гимназия в родния си град. В 1955 година започва работа като новинар в „Нова Македония“ и Радио Скопие. Драматург е в Македонското радио. В 1957 година става член на Дружеството на писателите на Македония. Автор е на много стихосбирки, романи за деца и пиеси. Носител е на литературни награди. Умира на 13 юли 2008 година в Скопие.

## Творби
- Очите и измаглините (поезия, 1955)
- Никогаш не сум сам (поезия, 1957)
- Минуваат пролети (поезия, 1959)
- Од лав до страв (басни, 1962)
- Божурика (поезия, 1963)
- Еден лав плаче од страв (басни, 1964)
- Марко новинарко (разкази за деца, 1969)
- Во дворецот на сказните (римувани сказки, 1971)
- Марко новинарко (нови разкази, 1972)
- Река (поезија, 1975)
- Големиот јунак (новела за деца, 1975)
- Песни (1976)
- Тајната на едно писмо (пиеса, 1976)
- Има еден прозорец (поезия, 1979)
- Отаде реката (поезия, 1985)
- Куќичката со бела шамија(роман за деца, 1987)
- Кога се сакавме со Тинка (роман за деца, 1989)
- Зад де-вет гори зелени (поезия, 1990)
- Бамбила од другиот свет (роман за деца, 1992)
- Тутуле бале (поезия за деца, 1994)
- Цветот што носи среќа (поема 1994)
- Уличето со обетки од цреши (поезия за деца, 1995)
- Пуземаже и Цинцилин (поезия за деца, 1996)
- Љубовниот живот на Симсиле (новели за деца, 1998)
- Уличето со обетки од цреши (нова книга, поезия за деца, 1998)
- Вечери кај шардаванот (поезия за деца, 2000)